# Gabriel Arcanjo da Costa

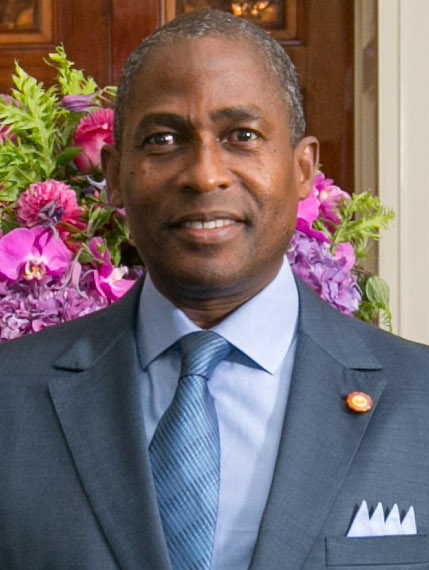
Gabriel Arcanjo Ferreira da Costa (2014)

Gabriel Arcanjo Ferreira da Costa (* 11. Dezember 1954 in Príncipe) ist ein Politiker aus São Tomé und Príncipe.

## Biografie
Costa ist Mitglied der Movimento Democrático das Forças da Mudança-Partido Liberal (MDFM-PL).
Von 2000 bis 2002 war er Botschafter seines Landes in Portugal. Bei den Parlamentswahlen im März 2002 erreichte die Parteienallianz Ué Kédadji 16,2 % der Stimmen und 8 der 55 Sitze im Parlament, während die MDFM-PL 23 Sitze erhielt und die frühere Einheitspartei MLSTP-PSD mit 24 Sitzen wieder stärkste Partei wurde. Am 26. März 2002 wurde er als Nachfolger von Evaristo Carvalho Premierminister einer Koalitionsregierung mit der Movimento de Libertação de São Tomé e Príncipe (MLSTP-PSD). Dieses Amt übte er bis zu seiner Entlassung durch Präsident Fradique de Menezes am 7. Oktober 2002 aus.
Am 12. Dezember 2012 wurde er als Nachfolger von Patrice Trovoada erneut Premierminister.